# De neoprit (film din 2010)
De neoprit este un thriller american de acțiune de tip film cu dezastre din 2010, regizat și produs de Tony Scott⁠(d), scris de Mark Bomback⁠(d) și cu Denzel Washington și Chris Pine în rolurile principale. Se bazează pe incidentul CSX 8888 din viața reală, spunând povestea unui tren de marfă scăpat de sub control și a celor doi bărbați care încearcă să-l oprească. A fost ultimul film regizat de Scott înainte de moartea sa în 2012.
Filmul a fost lansat în Statele Unite pe 12 noiembrie 2010, de către 20th Century Fox. A primit recenzii în general pozitive de la critici și a încasat 167 de milioane de dolari, față de un buget de producție între 85 și 100 de milioane de dolari. A fost nominalizat la Oscar pentru cel mai bun montaj de sunet la cea de-a 83-a ediție a Premiilor Academiei, dar a pierdut în fața Inception.

## Recepție

### Reacția criticilor de film
Pe Rotten Tomatoes, filmul are un rating de aprobare de 87% certificat pe baza a 193 de recenzii, cu o evaluare medie de 6,92/10. Consensul critic al site-ului spune: „La fel de rapid, tare și neobosit ca trenul din centrul poveștii, Unstoppable (De neoprit) este un divertisment perfect cu floricele de popcorn – și cel mai bun film al regizorului Tony Scott din ultimii ani”. Metacritic acordă filmului un scor mediu ponderat de 69 din 100, bazat pe 32 de critici, indicând „recenzii favorabile în general”.
Criticul de film Roger Ebert a evaluat filmul cu trei stele și jumătate din patru, remarcând în recenzia sa: „În ceea ce privește măiestria, acesta este un film superb”. În The New York Times, Manohla Dargis⁠(d) a lăudat stilul vizual al filmului, spunând că Scott „creează o lume neașteptat de bogată de trenuri zgomotoase și grăbite care traversează peisaje industriale și naturale la fel de frumoase”.
The Globe and Mail⁠(d) din Toronto a fost mai măsurat. În timp ce scenele de acțiune ale filmului „au pumnul gras al unui solo de chitară heavy-metal de trei minute”, criticul său a considerat că personajele sunt slabe. Filmul e numit „o alegorie politică oportunistă despre o economie care este scăpată de sub control și industrii care sunt slăbite de disponibilizări, lipsă de personal și insensibilitate corporativă”.
Regizorul Quentin Tarantino a evidențiat filmul într-un episod din ianuarie 2020 al podcastului Rewatchables și l-a inclus în lista sa cu cele mai bune zece ale deceniului. În iunie 2021, l-a numit ca unul dintre „filmele de final ale diverșilor regizori” pe care le preferă. De asemenea, Christopher Nolan a lăudat filmul (în special utilizarea suspansului), invocându-l ca o influență pentru filmul său Dunkirk.